# Muraena augusti
Muraena augusti är en fiskart som först beskrevs av Kaup, 1856.  Muraena augusti ingår i släktet Muraena och familjen Muraenidae. Inga underarter finns listade i Catalogue of Life.